# ヒミルコ2世
ヒミルコ（ヒミルコ2世、紀元前396年没）は、カルタゴのマゴ家の一員で、将軍として紀元前406年から紀元前396年までシケリア（シチリア）への遠征軍を率い、何度もシュラクサイの僭主ディオニュシオス1世に勝利した。
紀元前550年から紀元前375年にかけて、マゴ家は政治・軍事双方において「カルタゴ帝国」で中心的な役割を果たした。ヒミルコは従兄弟であるハンニバル1世の副官として紀元前406年からのシケリア遠征に参加し、アクラガス包囲戦中にハンニバルが病死すると司令官となった。ヒミルコはアクラガス（現在のアグリジェント）を攻略し、さらにゲラ（現在のジェーラ）、カマリナを破壊し、紀元前405年にはディオニュシオスと有利な条件で講和条約を結んだ。
この講和条約の時点で、シケリアにおけるカルタゴの領土は最大に達した。ヒミルコは正式に「王」に選出され、政治面でも最高責任者となった。ディオニュシオスが再びカルタゴ領への侵攻を開始すると、軍を率いて再度シケリアに渡った。セゲスタ（現在のセジェスタ）、メッセネ（現在のメッシーナ）、カタナ（現在のカターニア）と勝利を重ね、ディオニュシオスを本拠地シュラクサイに追い詰めたものの、その包囲戦中にペストの蔓延によって戦力が低下し、それを知って出撃したディオニュシオスに敗れた。この後、ヒミルコはカルタゴ市民兵のみを率いて帰国し、リビュア兵や傭兵は置き去りにされた。カルタゴに戻った後、ヒミルコは敗北の全責任を負い、市のすべての神殿を訪れた後、奴隷に身分を落とし、絶食して自決したと言われる。

## 紀元前406年以前
ヒミルコはマゴ家の一員であるが、マゴ家は紀元前550年からカルタゴの政治に積極的にかかわり、紀元前480年までにその「帝国」をシケリア、アフリカ、イベリア半島、サルディニアにまで広げていった。紀元前480年にハミルカル1世がシケリアのヒメラの戦いで敗北した後、「王」の権力は低下し、「104人委員会」が将軍・軍人に対する裁判権を持つようになった。しかしながら、ヒミルコの時代にもマゴ家はカルタゴの外交政策には積極的に関与していた。
ヒミルコの若い頃に関しては何も知られていない。父はアフリカ西岸を探検した航海者ハンノ（ハンノ2世）と推定され、イベリア半島西部からブリテン島までを探検したヒミルコ（ヒミルコ1世）は伯父と考えられる。ハンニバル1世（ハンニバル・マゴ）、ハスドルバル1世、サッフォと同様に、マゴ家の一員であるハンノ2世、ヒミルコ1世、その兄のギスコは、カルタゴ領土を北アフリカからサルディニアに広げ、リビュアの諸部族からも朝貢金を得るようになった。しかし、ギスコはヒメラでの敗戦の責任を問われてヒメラに追放された。ハンニバル・マゴはギスコの息子であり、紀元前409年には将軍としてシケリアに遠征し、セリヌス包囲戦、第二次ヒメラの戦いに勝利し、セゲスタ（現在のセジェスタ）を臣下の都市とした。ハンニバル・マゴはこの勝利により「王」に選出されている。この遠征軍には多くのカルタゴ市民が参加したが、ヒミルコがこの遠征に加わったかは不明である。

## ハンニバル・マゴの副官
シュラクサイを追放されたヘルモクラテスは、カルタゴ領モティアやパノルムス（現在のパレルモ）に襲撃を繰り返していたが、これに反撃するため、紀元前406年にカルタゴ元老院はハンニバル・マゴにシケリアへの再遠征を依頼した。ハンニバルは高齢を理由に一度は辞退したものの、元老院がヒミルコを副官に任じると、これを受諾した。ハンニバルは60,000の兵と1,000隻の輸送船を、120隻の三段櫂船に護衛させてシケリアへ向かった。他方、アクラガスとシュラクサイは連合し、南イタリアからも兵を集めてカルタゴ軍に備えた。
紀元前406年春、ハンニバルはシケリアで最も裕福な都市であるアクラガスの東西に野営地を設営し、挟撃態勢をとった。一方でカルタゴ艦隊はモティアを基地とした。陸軍主力はアクラガスの西側に野営し、イベリアとカンパニア傭兵が東側に野営した。アクラガスには重装歩兵10,000を有し、多少の騎兵とスパルタの将軍デキシップスが指揮する1,500の傭兵部隊もいた。
ハンニバルはまずカルタゴ軍主野営地近くの城門に対し、2基の攻城塔を用いて攻撃をかけたが、これは撃退された。続いて、複数の場所から攻めるために、攻城傾斜路の建設を始めた。しかしながら、カルタゴ軍にペストが蔓延し、多くの兵だけでなくハンニバル自身も病死してしまった。このため、副官のヒミルコがカルタゴ軍の司令官に選ばれた。ハンニバルは攻城傾斜路建設のために墓石を破壊して材料とするよう命じていたため、多くのカルタゴ兵がこのペストは神の怒りであると信じた。

### 神の怒りを鎮める
ヒミルコの最初の仕事は、ペストに対処することであった。何もしないまま放置するとカルタゴ軍の兵力は低下し、もしヒミルコが撤退することとなったらギリシア軍はシケリアのカルタゴ領を攻撃する可能性があった。ヒミルコは有利な条件で講和をできるような状態にはなく、またカルタゴでは敗軍の将はしばしば死刑とされていた。
ヒミルコは多数の牛を海へと投じ、またギリシアのクロノス神に対して子供を生贄として捧げた。カルタゴがペストを沈静化する有効な策をとったかは不明であるが、その後ペストは収まった。ヒミルコは傾斜路の建設を再開すると共に、近くの川を堰き止めて城壁への接近を容易にした。カルタゴ軍の攻城準備が整う前に、シュラクサイのダフネウスが35,000のギリシア兵をイタリア本土からの兵を率いて到着した。ヒミルコは一部の兵を主野営地に残してアクラガスを見張らさせ、傭兵部隊をギリシア軍に向けた。ダフネウスはカルタゴ軍傭兵部隊に勝利し、敗残兵は主野営地に逃げたために、東の野営地を占領した。ヒミルコは勝ち誇るギリシア軍にあえて戦いを挑むことはしなかったが、撤退もしなかった。

### 飢餓と反乱
カルタゴ軍はシケリア西部からの補給を陸路に頼っていた。アクラガスの近くには、大規模な補給艦隊を停泊させることが可能な良港はなく、補給船を砂浜に引き上げると奇襲を受けて鹵獲される可能性があり、外洋に停泊させると嵐で遭難する可能性があった。ダフネウスはアクラガスから軽装歩兵や騎兵を出撃させてカルタゴ軍の補給を妨害したため、カルタゴ軍にはすぐに食料が不足し始めた。兵の士気も低下し、傭兵は反乱寸前となった。

### 人と運の管理
ヒミルコは不満を持つ傭兵に対してカルタゴ士官の銀製食器を与えて、一時的にそれを宥めた。とは言うものの、補給の改善は必要であったが、絶好の機会が到来したとの情報を得た。ギリシア軍は30隻の三段櫂船に護衛された穀物補給艦隊をアクラガスと陸軍の補給に用いていたが、近隣にカルタゴ艦隊がいないために、油断しはじめていた。冬の直前に、カルタゴ軍は船団の接近を察知した。ヒミルコはモティアとパノルムスから40隻の三段櫂船を呼び寄せたが、航海は夜の間に行わせギリシア軍の偵察部隊から見つからないようにしていた。ギリシアの輸送船団が接近すると、これに対して奇襲をかけギリシアの三段櫂船8隻を撃沈し、補給船全てを鹵獲した。これでカルタゴ軍は数か月分の食料を手に入れ、その士気も回復した。
今度はギリシア軍が補給の問題に直面した――アクラガスには市民と兵の双方に供給するに十分な食糧はなく、季節は冬に入っているために次の補給部隊を組織するにも時間が必要であった。この情報が公になると、様々な地域から来ているギリシア人の間に相互不信が芽生え始めた――このため戦争継続に関して共同して決断することが難しくなった。ヒミルコはアクラガスのカンパニア人傭兵に賄賂を渡して脱走させ、状況をさらに悪化させた。また1,500の傭兵を率いているスパルタのデキシップス将軍にも賄賂が渡されているとの噂が流れた。この緊張のためギリシア軍は崩壊した。イタリア半島から来たギリシア兵は、飢えるよりはアクラガスを去ることを選んだ。それに続いて他のギリシア兵も全市民と共に東のゲラ（現在のジェーラ）に向かった。ヒミルコはアクラガスを占領して略奪し、カルタゴ軍はそこで冬営に入った。

## ゲラ包囲戦とカマリナ略奪
翌春、ヒミルコはアクラガスを完全に破壊し、東のゲラに向かった。彼は攻城堡塁で街を囲むことも、複数の野営地を設営して街を挟撃することもせず、アクラガスの西側に野営地を設営して強襲を実施した。カルタゴ軍はゲラの西側の城壁を破城槌で攻撃したが、ギリシア軍は撃退し夜の間に破壊された城壁を修復した。やがてディオニュシオスが歩兵30,000、騎兵4,000、三段櫂船50から成る救援軍を率いて到着し、街の東側に野営した。ヒミルコは戦いは挑まず、野営地で事態の進展を待った。
ディオニュシオスはアクラガスで実施したのと同じく、3週間にわたって軽装歩兵を使ってカルタゴ軍の補給線に嫌がらせ攻撃を行った。しかし短期決戦を望むギリシア市民兵はこの作戦に不満で、ディオニュシオスに決戦を行うよう依頼した。このため、ディオニュシオスはカルタゴ軍野営地に対して複雑な三面攻撃を企画した。もし計画通りに作戦が実行できればカルタゴ軍を罠にかけることができるはずであったが、実際には各攻撃部隊の調整が上手く行かず、ギリシア軍は敗北した。ディオニュシオスはゲラを放棄してカマリナへと撤退し、さらにはカマリナも放棄してシュラクサイへ撤退した。ヒミルコはゲラとカマリナを略奪し、シュラクサイへと向かった。
ヒミルコはディオニュシオスを急追せずゆっくりとシュラクサイに向かった。このために、ディオニュシオスに忠実なギリシア軍を撃破する機会を逃してしまった――反ディオニュシオス派のギリシア兵がシュラクサイを占領し、カマリナを脱出したギリシア軍はレオンティノイ（現在のレンティーニ）に向かわざるを得なかったのである。ディオニュシオスはカルタゴ軍とシュラクサイの反乱軍に挟まれることになってしまったが、素早い行動によってシュラクサイを奪還することに成功した。やがて到着したカルタゴ軍はシュラクサイの近くに野営したが、攻城戦は開始しなかった。数週間後、ヒミルコは講和を求める使者をディオニュシオスに送った。カルタゴ軍に再びペストが流行りだしたのではないかとの疑いもある。このシケリア遠征全体では、ヒミルコは兵の半数をペストで失った。

## 紀元前405年の講和条約
この条約はシケリアにおけるカルタゴの優位を求めたものであり、ディオニュシオスはカルタゴの協力者なのではないかと疑われた。条約の内容は以下のとおりであった：
- カルタゴはシケリアのフェニキア人都市（モティア、パノルムス等）に対する完全な支配権を有する。
- エリミ人とシカニ人の都市はカルタゴの「勢力範囲」とする。
- ギリシア人は、セリヌス、アクラガス、カマリナ、ゲラに戻ることが許される。新しく建設されたテルマエ（現在のテルミニ・イメレーゼ）を含み、これらの諸都市はカルタゴに税を支払う。ゲラとカマリナの城壁の再建は許されない。
- シケル人都市、メッセネ（現在のメッシーナ）およびレオンティノイに対しては、カルタゴおよびシュラクサイ双方から影響を及ぼさない。
- ディオニュシオスがシュラクサイの支配者であることをカルタゴは承認する。
- 両軍ともに捕虜を解放し鹵獲した船舶を返却する。

シュラクサイにおけるディオニュシオスの支配を認める代わり、先任者であるゲロンとヒエロン1世が征服した都市をシュラクサイは放棄することになった。これらの中立都市はシュラクサイと領土を接することと成るが、その独立をカルタゴおよびディオニュシオスの双方が保障した。
ゲラ、カマリナ、カルラガスおよびヒメラはカルタゴに朝貢金を支払うことになり、シカニ人とエリミ人の領域はカルタゴ領となった。この時点でシケリアにおけるカルタゴの支配領域は頂点に達し、次にこれに匹敵するのは紀元前289年（僭主アガトクレス死後の後継者争いを利用してカルタゴが支配領域を広げた）まで待たなければならなかった。ヒミルコはシケリア西部に守備兵を残し、残りの軍を解散した。

## カルタゴ王となる
ヒミルコは紀元前405年から398年まで「王」に選出されており、この間の一時期にはカルタゴに滞在していた。新たにカルタゴに支配されることとなったギリシア都市は、その支配が厳しいと感じていたが、彼自身がシケリアのカルタゴ領を統治したかは知られていない。紀元前404年になるとディオニュシオスは条約を破って、シケル人都市であるヘルベッススを攻撃したが、カルタゴはペストで弱体化していたと思われ、これに対する行動は起こしていない。紀元前403年にはディオニュシオスはシュラクサイで反乱軍に包囲されたが、カルタゴは救援のために傭兵を送ってその権力を復活させている。
紀元前400年から紀元前398年にかけて、ディオニュシオスはシュラクサイの防備を大幅に強化し、大型弩弓や五段櫂船といった新兵器を開発して軍を強化した。紀元前398年、ディオニュシオスはカルタゴ領モティアを攻撃し（モティア包囲戦）、彼自身がカルタゴに仕掛けた4回の戦争の最初のものを開始した。ギリシア都市と先住民はカルタゴから離反しディオニュシオスに加担した。カルタゴ側に留まったのは、パノルムス、ソルス、セゲスタ、エンテラ、アンキラエの5都市のみであった。ギリシア軍はモティア、セゲスタ（セゲスタ包囲戦）およびエンテラを同時に包囲した。他方、ヒミルコも遠征軍の組織を開始した。

## モティア包囲戦
常備軍を持たないカルタゴは、直ちにモティアを救援することはできなかった。カルタゴが傭兵を雇用し補給体制を整えている間、ヒミルコは10隻の三段櫂船を用いてシュラクサイを海上から攻撃した。この攻撃によりディオニュシオスがモティアから兵を引くことを期待してのものであった。シュラクサイの港にあった船舶を全て撃沈したものの、ディオニュシオスはシケリア西部から撤退することはなかった。また陸上兵力を持たなかったため、守る兵のいないシュラクサイを占領することもできなかった。
モティアは、シケリア本島とグランデ島に挟まれた湾に浮かぶ島に建設された都市であった。ギリシア軍はモティアの南方の海岸に輸送船を全て陸揚げし、また軍船は北側に陸揚げして、その乗組員は上陸して攻城兵器の作製を行っていた。ヒミルコは100隻の三段櫂船を準備し、まずセリヌスに向かい、続いてモティアに向かい翌朝に到着した。カルタゴ艦隊の攻撃は奇襲となり、まず南の輸送船を焼却し、続いて北に向かった。モティア北方はシケリア本土とグランデ島に挟まれた浅瀬となっており、ギリシア艦隊をそこに追い詰めることができるはずであった。ヒミルコが陸揚げされていた北方の軍船を最初に攻撃していれば、大勝利を収めたであろう。
しかしカルタゴ軍が輸送船の破壊に時間を使っている間に、ディオニュシオスは反撃準備の時間を得た。大型弩弓を軍船に搭載し、何隻かを出撃させて海上と陸上双方からカルタゴ艦隊に大型弩弓での攻撃を実施した。カルタゴ艦隊がそれに苦しんでいる間に、北方の浅瀬を人力牽引して80隻の軍船を外洋に脱出させた。これらの軍船がグランデ島を回ってしまうと、カルタゴ艦隊が逆に挟み撃ちになってしまう。それを恐れたヒミルコはカルタゴ艦隊を撤退させた。モティアは城壁を突破された後も激しく抵抗し、最後は市街戦になったものの、ついには陥落した。

## 紀元前398年-紀元前396年のシケリア遠征
モティアを占領した後、ディオニュシオスはセゲスタとエンテラの包囲を続けさせ、モティアには守備兵を残して自身はシュラクサイに戻った。弟のレプティネスに120隻の艦隊（五段櫂船および三段櫂船）を委ね、エリュクス近くに停泊させていた。この間にヒミルコは歩兵50,000、戦車4,000の陸軍、400隻の三段櫂船と600隻の輸送船からなる海軍を編成した。軍船の数であれば、カルタゴ史上最大の艦隊であった。ギリシア側に情報が漏れるのを避けるために、ヒミルコは各艦長に対して封緘命令書を渡していた。この命令書は嵐などで艦隊からはぐれてしまった場合にのみ開封することが認められていた。カルタゴ艦隊は二つに分かれて航行した。輸送船団は直接パノルムスに向かい、他方軍船は北に向かい続いて東に転進した。レプティネスは輸送船50隻（陸兵5,000、戦車200）を撃沈したが、残りの輸送船は追い風に助けられてパノルムスに到着した。

### モティア奪回
パノルムスに上陸したカルタゴ軍は、現地でエリミ人とシカニ人兵士を加え、モティアに向かった。エリュクスはディオニュシオスを裏切り、ヒミルコに下った。続いてヒミルコはモティアを攻撃しこれを奪回したが、都市の再建は行わずに近郊のシケリア本島の側にリリュバイオンを建設した（紀元前409年にハンニバル・マゴが上陸した場所であり、リビュアが見える土地という意味）。シカニ人はディオニュシオスに加担することを拒否し、シケル人都市のハルキアエもディオニュシオスから離れたため、ディオニュシオスはシケリア西部を略奪した後にシュラクサイに撤退した。セゲスタとエンテラの包囲戦は終わった。

### リパリ従属
前回の遠征とは異なり、ヒミルコはシケリア南岸の経路を使わなかった。ディオニュシオスは彼に敵対的な南岸沿いのギリシア都市を破壊し、穀物を焼却していたためである。カルタゴ領に守備兵を残し、ヒミルコはシケリア北岸のテルマエとケファエロディオンと条約を結んで補給路を確保した後、北岸沿いを進軍した。途中300隻の三段櫂船と300隻の輸送船をもってリーパリ島を攻撃し（島にはドーリア人の海賊がおり、カルタゴ軍の補給を脅かす可能性があった）、島を占領して30タレントの賠償金を支払わせた。そこからメッセネ北方12マイルのペローロ岬に向かい、そこに上陸した。

### メッセネ占領
ヒミルコは直接陸上からメッセネを攻撃することはなかった。メッセネ陸軍がカルタゴ軍に向かうと、ヒミルコは三段櫂船200隻を用いて向かった。追い風に乗ってカルタゴ艦隊はメッセネに到着し、陸軍が戻ってくる前にメッセネを占領することに成功した。ヒミルコは戻ってきたメッセネ陸軍も撃破し、メッセネに完勝したものの、逃亡した住民や兵士達は近くの山の中の砦に立てこもった。カルタゴ軍がそれらの砦を短期間に攻略することは不可能であった。

### タウロメニオン建設
メッセネを占領すればメッシーナ海峡を支配することができるにもかかわらず、ヒミルコはそれを選ばなかった。おそらくはカルタゴから遠く離れたメッセネを維持する自信がなかったものと思われる。彼はまた戦略的ジレンマに直面していた。もしメッセネ周辺の山岳砦を一つずつ潰して行くと、その間にディオニュシオスは防衛体制を整え、あるいは攻撃をかけてくるかもしれない。しかしこのまま南進した場合、メッセネ兵が砦から出撃してヒミルコの背後に嫌がらせ攻撃をかけてくるであろう。これに対処するために軍の一部を残すと、シュラクサイに対する攻撃力が低下してしまう。しかしヒミルコはこの問題を解決する名案を見つけた。カルタゴはメッセネ南方のタウロス山にタウロメニオン（現在のタオルミーナ）を建設し、そこにシケル人を入植させた（紀元前403年にディオニュシオスが破壊したナクソスのやや北であるが、この付近の土地をディオニュシオスはシケル人に与えていた）。これによってシケル人は親カルタゴとなり、アソロス（en、現在のアッソロ）以外はディオニュシオスを見捨てた。ヒミルコは敵の兵力を低下させ、メッセネのギリシア兵から背後を守る味方を得ることができた。

### カタナ沖の海戦
カルタゴ軍は南に向かい、艦隊もまた沿岸に沿って陸軍と併進した。しかし、エトナ山の噴火のためにナクソス近くの道路が通過できなかった。このためヒミルコが率いる陸軍はエトナ山を内陸から迂回し、マゴが率いる海軍はカタナ（現在のカターニア）に向かった。陸軍は2日間で110キロメートルを行軍し、カタナで合流することとなっていた。陸軍の支援なく艦隊を陸揚げすると、カタナに集結しているディオニュシオスの陸軍の奇襲に対して脆弱となる。しかしマゴはレプティネスの率いるシュラクサイ艦隊に勝利し（カタナ沖の海戦）、 ヒミルコがカタナに到着する前にシュラクサイに撤退した。

### シュラクサイ包囲戦
ヒミルコはカタナから南下してシュラクサイに向かい、街の南側に野営地を設営し、艦隊もまたシュラクサイの大湾港に入った。ヒミルコはゼウス神殿近くに砦を築き、そのほかにも3箇所の砦を建設した。また補給のために3,000隻の輸送船を使用し、軍船は208隻をシュラクサイに駐留させた。ヒミルコはシュラクサイ周辺を30日間略奪させた。紀元前397年の冬の間は小競り合いに終始したが、紀元前396年の春になると城壁に囲まれていない部分を占領し、デメーテール神殿を破壊した。しかしながら、夏になると再びペストが流行し、カルタゴ軍の兵力は低下した。これを察したディオニュシオスは夜襲をかけ、砦2箇所を占領したが、主野営地の占領には失敗した。ギリシア艦隊も出撃し、多くのカルタゴ船を焼却あるいは鹵獲した――カルタゴ船の多くには十分な人員が配置されていなかった。
ヒミルコはディオニュシオスとの交渉を開始することを選んだ。カルタゴ市民を安全に帰国させることを条件に、ヒミルコは300タレントの賄賂をディオニュシオスに贈った。ヒミルコは傭兵および同盟都市の兵士達は帰国させず、その運命にまかせた。シケリア先住民の兵士は自身の土地に戻り、イベリア兵はディオニュシオスの傭兵となった。しかしリビュア兵を含むその他の兵士達は奴隷とされた。

## 自決
カルタゴ市民はヒミルコの行動に憤慨し、リビュア人は反乱を起こしてカルタゴを包囲した。ヒミルコが、将軍を監察する104人委員会の査問を受けたかは不明である。ヒミルコは敗北の責任は全て自分にあるとし、奴隷の衣装を身に着けて市内の全ての神殿を廻って許しを請うた。その後自宅に閉じこもり、家族と会うことも拒否し、絶食して自決した。マゴ2世がヒミルコの後継者となった。

## 参考資料
- Baker, G. P. (1999). Hannibal. Cooper Square Press. ISBN 0-8154-1005-0
- Warry, John (1993). Warfare in The Classical World. Salamander Books Ltd.. ISBN 1-56619-463-6
- Lancel, Serge (1997). Carthage A History. Blackwell Publishers. ISBN 1-57718-103-4
- Bath, Tony (1992). Hannibal’s Campaigns. Barns & Noble. ISBN 0-88029-817-0
- Kern, Paul B. (1999). Ancient Siege Warfare. Indiana University Publishers. ISBN 0-253-33546-9
- Freeman, Edward A. (1892). Sicily Phoenician, Greek & Roman, Third Edition. T. Fisher Unwin
- Church, Alfred J. (1886). Carthage, 4th Edition. T. Fisher Unwin
- Diodorus Siculus translated by G. Booth (1814) Complete book (scanned by Google)
- この記事には現在パブリックドメインである次の出版物からのテキストが含まれている: Smith, William, ed. (1870). "Himilco". Dictionary of Greek and Roman Biography and Mythology (英語).
- Lewis, D. M. "Sicily, 413-368 B.C." In The Cambridge ancient history. Volume VI: the fourth century B.C., ed. D. M. Lewis, John Boardman, Simon Hornblower and M. Ostwald. 2nd ed. Cambridge: Cambridge University Press, 1994. pp. 120–155.